# 東京都道250号あきる野羽村線

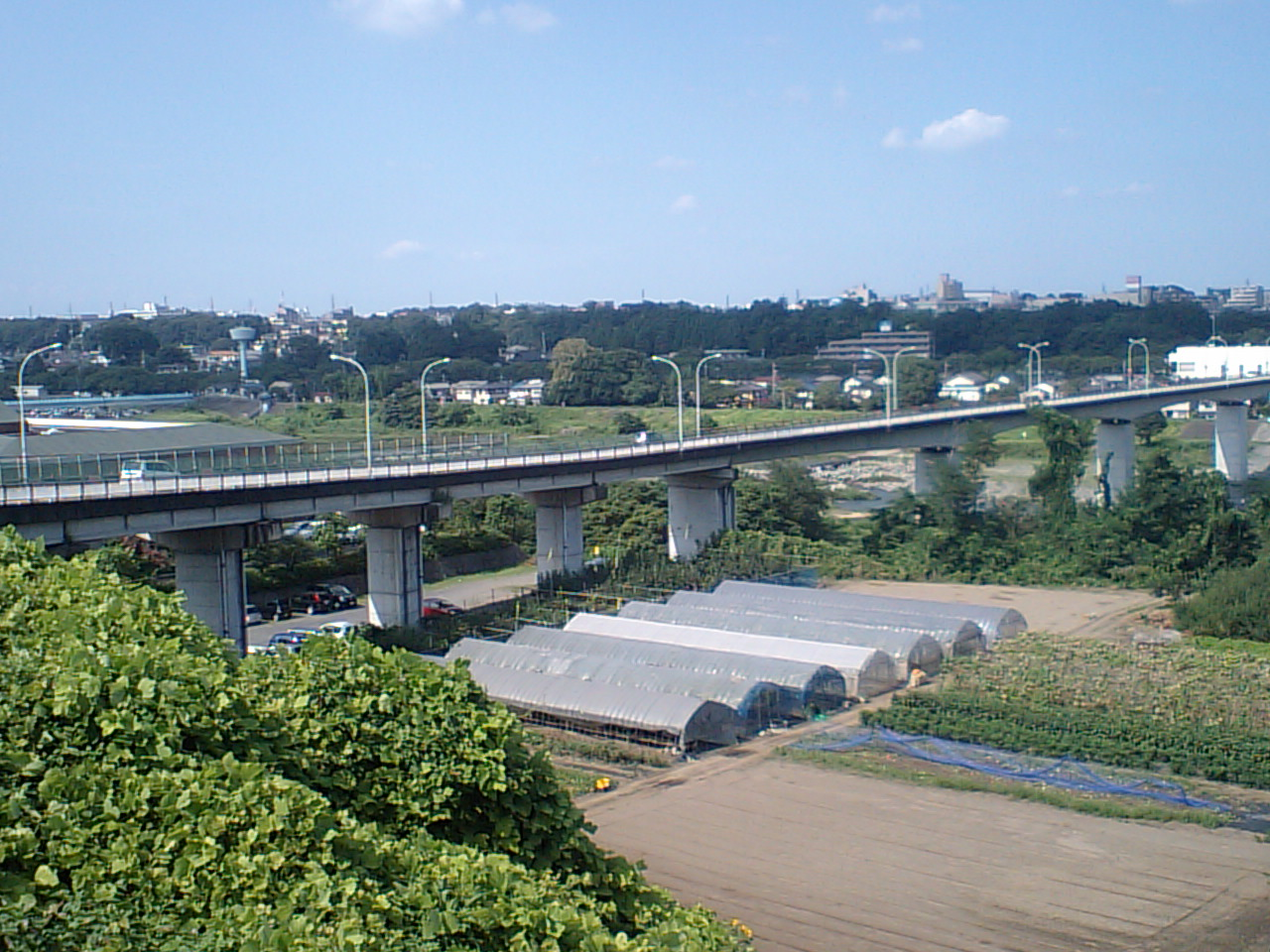
羽村大橋

東京都道250号あきる野羽村線（とうきょうとどう250ごう あきるのはむらせん）は、東京都あきる野市と羽村市を結ぶ都道である。将来的には、国道16号拝島橋南詰までの延伸を目指している。

## 路線状況

### 主要構造物
- 羽村大橋 - 多摩川
- 草花大橋 - 平井川（歩道部開通）

## 沿道状況

### 起点〜歩道部先行区間
五日市街道（檜原・武蔵野方面）との交差点を起点に北へ伸びる。草花大橋の先は2024年4月現在、事業中である。

### 氷沢橋〜終点
永田橋通り（日の出・福生駅方面）との交差点である氷沢橋交差点から北へ伸び、あきる野市と羽村市の境となる。市境付近で都道29号支線（福生方面）と接続する。同交差点の先に羽村大橋があり、まもなく終点の奥多摩街道（青梅・昭島方面）との交差点となる。

## 地理

### 通過する自治体
- 東京都
  - あきる野市 -  羽村市

### 交差する道路
- 東京都道29号立川青梅線（奥多摩街道）- 羽村市
- 東京都道165号伊奈福生線 氷沢橋交差点 - あきる野市
- 東京都道7号杉並あきる野線（五日市街道）- あきる野市